# Maud Angelica Behn
Maud Angelica Behn (ur. 29 kwietnia 2003 w Oslo) – najstarsze dziecko księżniczki norweskiej Marty Ludwiki i jej męża Ariego Behna. Wnuczka króla Haralda V i królowej Sonji.
Została ochrzczona 2 lipca 2003 w 100 rocznicę narodzin swojego pradziadka króla Olafa V przez biskupa Gunnara Stålsetta. Jej rodzicami chrzestnymi byli król Harald V, następca tronu Norwegii książę Haakon, księżniczka Aleksandra Sayn-Wittgenstein-Berleburg, Anja Sabrina Bjørshol, Marianne Ulrichsen, Kåre Conradi i Trond Giske.
Jest piąta w kolejce do tronu Norwegii, zaraz po swojej matce i przed o dwa lata młodszą siostrą Leah Isadorą. Swoje imię odziedziczyła po praprababce królowej Maud.
Od 2009 uczy się w Steinerskolen i Bærum.

## Odznaczenia
- Medal Jubileuszowy Haralda V 1991–2016 (2016)[5]